# Covoiturage.ca
 (mai 2025).
Motif : Manque de sources secondaires d'envergure nationale ou internationale
- Archive Wikiwix
- Bing
- Cairn
- DuckDuckGo
- E. Universalis
- Gallica
- Google
- G. Books
- G. News
- G. Scholar
- Persée
- Qwant
- (zh) Baidu
- (ru) Yandex
- (wd) trouver des œuvres sur Wikidata

| 1. | Préciser le motif de la pose du bandeau. | Précisez le motif de la pose du bandeau en utilisant la syntaxe suivante : {{admissibilité à vérifier\|date=mai 2025\|motif=remplacez ce texte par le motif}}                       |
| 2. | Informer les utilisateurs concernés.     | Pensez à avertir le créateur de l'article, par exemple, en insérant le code ci-dessous sur sa page de discussion : {{subst:avertissement admissibilité à vérifier\|Covoiturage.ca}} |

Covoiturage.ca (en anglais Ridesharing.com) est un site Internet de covoiturage urbain et interurbain pour le Canada et les États-Unis. Covoiturage.ca offre aussi des outils et services pour mettre en place et gérer un programme de mobilité durable auprès d'entreprises, de villes, d'universités et d'institutions ou d'entités gouvernementales et privées.

## Historique
Lancé le 2 novembre 2005, la plateforme de covoiturage est d'abord mise en ligne sous le nom de Covoiturage Montréal et est destinée uniquement aux covoitureurs du grand Montréal au Québec. Au début de l'année 2006, les municipalités de Rigaud, Vaudreuil-Dorion, Saint-Lazare, Notre-Dame-de-l'Île-Perrot, les MRC Brome-Missisquoi, Les Moulins et la Société de transport de Laval, s'intéressent au logiciel de Covoiturage Montréal. L'entreprise développe des portails de covoiturage personnalisés afin d'intégrer la plateforme de covoiturage aux sites des municipalités et institutions, et de les relier entre eux, créant ainsi le seul réseau de covoiturage au Canada. À la fin de l'année 2006, CovoiturageMontréal inc. utilise deux autres dénominations sociales Le Réseau de Covoiturage et "The Carpooling Network".
Au cours des années 2007 et 2008, plusieurs autres villes et institutions se joignent au réseau. Parmi les plus importantes, on compte un partenariat avec Développement Économique Longueuil (DEL), la Chambre de commerce et d'industrie de la Rive-Sud (CCIRS) et le Centre local de développement de Longueuil, les villes de Mascouche, Granby, Terrebonne, Rimouski et Saint-Jérôme. Le réseau de covoiturage s'étend également à des institutions publiques et privées telles que l'Université du Québec à Trois-Rivières, l'Université Laval, le Collège Lionel-Groulx, cégep de Granby Haute-Yamaska, Cité de la Biotech, Merck Frosst Canada, etc.
En juin 2016, Covoiturage.ca a lancé une toute nouvelle version de son site Internet de covoiturage afin d'optimiser le covoiturage interurbain en intégrant la réservation et le paiement en ligne. L'entreprise continue toutefois d'offrir la possibilité d'utiliser le site pour du covoiturage quotidien tout à fait gratuitement. Ce sont plus de 150 000 usagers qui utilisent la plateforme en 2018 (110 000 au début de 2016).

## Description
Covoiturage.ca est une plateforme de covoiturage qui permet aux conducteurs de publier un trajet partout au Canada et aux États-Unis et d'offrir des places à bord de leur véhicule. Les passagers peuvent ensuite réserver et payer leur place en ligne pour des trajets de longue distance ou bien prendre contact directement avec le conducteur pour des trajets de courte distance. L'inscription est gratuite pour tous les usagers et la réservation de covoiturage est généralement de 5$.
Un efficace système de communication permet aux usagers de recevoir des messages par courriel ou par messagerie texte pour être avertis d'une nouvelle réservation ou d'un nouveau trajet disponible.
La sécurité étant très importante, Covoiturage.ca contacte tous les nouveaux membres et s'assure d'expliquer le fonctionnement du système. Les membres peuvent évaluer les autres après un covoiturage effectué et les évaluations sont ensuite visibles par tous. Il est à noter que Covoiturage.ca ne vérifie pas les permis de conduire puisque ceci donne un faux sentiment de sécurité aux usagers. Cette vérification ne permet en aucun cas de vérifier le dossier de conduite ou bien d'être averti si le conducteur se fait retirer son permis jusqu'à la prochaine vérification.

## Partenaires
Covoiturage.ca propose une formule qui permet à différents types d'organisations de bénéficier des nombreux avantages que peut engendrer la mise en place et la gestion d'un programme de covoiturage.

## Formule Événement
L'organisation a aussi développé une formule qui permet aux organisateurs d'événements d'encourager le covoiturage. Un widget de recherche de covoiturage peut être intégré sur le site Internet d'un festival ou d'un événement afin de permettre aux visiteurs de faire une recherche de covoiturage directement sur le site de l'événement. En complément à cet outil, une page personnalisée sur Covoiturage.ca peut être configurée et un code promotionnel peut être activé pour offrir un rabais sur une réservation de covoiturage.